# Team Altamura
Il Team Altamura è una società calcistica italiana con sede ad Altamura, nella città metropolitana di Bari. Milita in Serie C, la terza divisione del campionato italiano.
Fondata nel 2003 come Real Altamura e ribattezzata Team Altamura nel 2015, ha esordito in Eccellenza; nel 2017 ha ottenuto la promozione in Serie D e nel 2024 quella in Serie C, accedendo per la prima volta al professionismo. 
Condivide i colori sociali e la mascotte con l'Unione Sportiva Altamura, compagine concittadina fondata nel 1941 con cui è coesistita per dodici anni (affrontata sul campo nella stagione 2003-2004) e da cui ha nel tempo ereditato il sostegno della tifoseria organizzata, pur non avendo mai rivendicato con essa legami formali.

## Storia

### Dalla fondazione del Real allo Sporting Altamura (2003-2015)
Al principio degli anni duemila c'erano poche realtà altamurane impegnate nei campionati di calcio senior, con una sola formazione egemone, l'Unione Sportiva Altamura, nata nel 1941 e affermatasi negli anni ottanta e novanta quando disputò cinque stagioni nella Serie C2 professionistica e undici in Interregionale. 
Nel 2003 un gruppo imprenditoriale locale rileva il titolo sportivo di Eccellenza, massimo livello dilettantistico regionale, della vecchia Associazione Sportiva Ruvo di Ruvo di Puglia, cittadina a circa trenta chilometri da Altamura, fondando così l'Associazione Sportiva Real Altamura con colori sociali il bianco e rosso. Ironia della sorte, al primo campionato disputato dal Real, il 2003-2004, partecipa anche l'US Altamura (due anni dopo il suo ultimo campionato in Serie D); mentre l'Unione conclude quello che sarà il suo ultimo anno in Eccellenza da fanalino di coda del girone, retrocedendo, il Real ottiene la salvezza a mezzo spareggio con l'ex aequo San Pancrazio. 
Nel corso degli anni duemila e duemiladieci il panorama calcistico altamurano presenta più compagini, tutte nei campionati dilettantistici e con diversi nomi e colori: nel 2006-2007 la Leonessa Altamura, anch'essa biancorossa, partecipa alla Serie D, mentre la Fortis – di colori inizialmente blu e verde, poi bianco e rosso, e con mascotte il falco grillaio – prende parte a diversi campionati regionali di Eccellenza e Promozione. Di contro, senza più ottenere promozioni la storica U.S. Altamura retrocede nel 2008 in Terza Categoria, ultimo livello calcistico; sarà definitivamente sciolta sette anni dopo. Il Real, dal 2011 Sporting Altamura, milita sostanzialmente in Eccellenza, con quattro stagioni in Promozione dal 2010 al 2014, anno in cui torna nel massimo livello regionale vincendo i play-off sotto la guida del tecnico Gennaro Di Maio.

### L'avvento del Team Altamura e l'ascesa al professionismo (dal 2015)
Nel 2015 lo Sporting opera un cambio di proprietà, rinominandosi A.S.D. Team Altamura. Nel giro di due stagioni, guidato da mister Luigi Panarelli ottiene la prima promozione in D vincendo i play-off nazionali contro il San Giorgio 1926. Nella stagione successiva in Interregionale, con il tecnico Ciro Ginestra che ha sostituito Panarelli a novembre, la squadra conclude al terzo posto il girone H poi perdendo il primo turno dei play-off con il Taranto. Nei sei anni seguenti, sempre in quarta serie, la formazione termina le regular season in posizioni di metà classifica. 
Intanto, nel 2020 la succitata Fortis Altamura ancora militante in Eccellenza, si è sciolta, dopo aver visto sfumare un anno prima una proposta di fusione proprio con il Team di Serie D. Il numero di formazioni altamurane, prima cospicuo, si è ridotto, e il Team rimane la rappresentante comunale più eminente. 
Nell'estate del 2022 si manifesta un nuovo cambio di proprietà, dopo alcune settimane d'incertezza sul destino del titolo sportivo: la società è rilevata da investitori locali. Appena insediata, la nuova dirigenza presieduta da Filippo Direnzo (titolare di un'azienda locale di salotti, posta a sponsor della squadra) elabora un piano triennale per il salto in Serie C, e nel febbraio successivo, giunto a contare quindici investitori, il club è trasformato in società di capitali. La squadra, allenata da Domenico Giacomarro ottiene la promozione già nel campionato 2023-2024, raccogliendo 6 punti più del Martina secondo classificato; dopo ventisette anni una compagine altamurana torna nel professionismo.
I murgiani chiudono il loro primo anno di terza serie in posizione di medio-bassa classifica, mantenendo la categoria. A campionato terminato Direnzo lascia la presidenza uscendo anche dalla società; lo sostituisce il suo vice Franco Ninivaggi.

## Colori e simboli

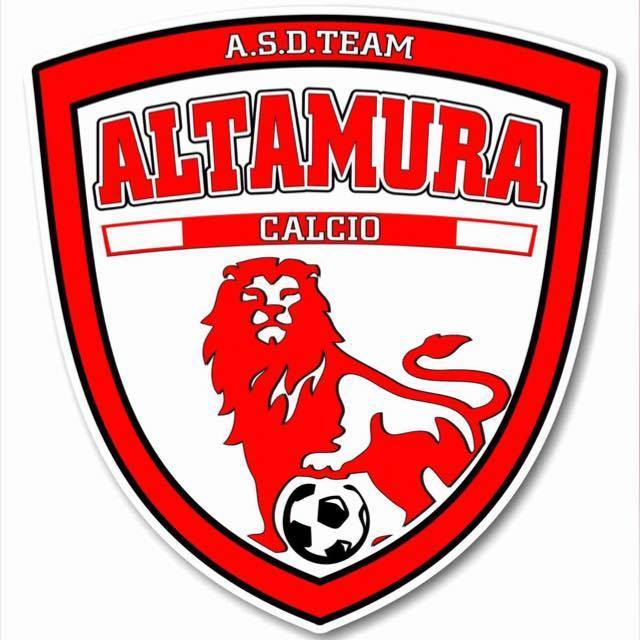
Un precedente logo della squadra, simile a quello attuale.

### Colori
I colori della prima maglia del Team corrispondono con quelli sociali, il bianco e rosso. Sulla base delle divise indossate dalla squadra murgiana nelle varie stagioni non è riscontrabile un pattern ricorrente, sebbene il club, soprattutto in passato, abbia manifestato un certo legame con la tradizionale maglia palata dell'US Altamura, peraltro spesso mostrata dagli stessi tifosi, e in alcune stagioni abbia anche usato il motivo a scacchiera, sempre di retaggio unionista, che ricorda lo scudo comunale. Negli ultimi dieci anni, il club ha spesso sperimentato nelle maglie nuove soluzioni stilistiche, come ad esempio la simulazione del pelo leonino nella stagione 2021-2022, e principalmente la fascia diagonale sul busto nelle stagioni 2023-2024 e 2024-2025.

### Simboli ufficiali
Il simbolo e mascotte della squadra è la leonessa, condivisa negli anni da più società sportive altamurane, non solo calcistiche, in riferimento all'appellativo "Leonessa di Puglia", con cui la città murgiana è indicata storicamente per la resistenza opposta all'assedio sanfedista del 1799. 
Il logo del Team Altamura mostra una leonessa con la zampa poggiata sulla palla da gioco, all'interno di uno scudo francese. In generale è simile a quello della US Altamura, ma nelle fattezze vi è abbastanza differente, a partire dalla forma stessa, giacché quello della squadra storica era un'ellisse allungato.

## Strutture

### Stadio
La squadra gioca le gare di casa nello Stadio Antonio D'Angelo di Altamura, intitolato all'omonimo calciatore defunto e inaugurato nel 1980. Dispone di campo in manto erboso ed è dotato di due tribune, di cui quella ad ovest, più grande, coperta, per un totale di 4.000 posti a sedere. Dall'estate fino alla seconda metà di novembre 2024 è stato sottoposto a lavori per l'adeguamento ai vigenti standard della Serie C; di conseguenza, i biancorossi hanno giocato le partite casalinghe di questo periodo allo Stadio San Nicola di Bari.

## Società
La Team Altamura è una società a responsabilità limitata (quindi società di capitali) dal 9 febbraio 2023, quando hanno avuto accesso al capitale sociale quindici imprenditori locali. Prima di tale data era una semplice società di persone, ossia una A.S.D.. Dal 2003, anno di fondazione, la composizione dei soci è cambiata almeno due volte, come ad esempio nell'estate 2015, con la nuova dirigenza che modificò la ragione sociale, appunto da Sporting a Team Altamura.
| Anni      | Denominazione sociale                                   |
| --------- | ------------------------------------------------------- |
| 2003-2007 | Associazione Sportiva Real Altamura                     |
| 2007-2011 | Associazione Sportiva Dilettantistica Real Altamura     |
| 2011-2015 | Associazione Sportiva Dilettantistica Sporting Altamura |
| 2015-2023 | Associazione Sportiva Dilettantistica Team Altamura     |
| 2023-2024 | Team Altamura Società Sportiva Dilettantistica a r.l.   |
| dal 2024  | Team Altamura S.r.l.                                    |

## Allenatori e presidenti
| Allenatori - 2003-2006 ... - 2006-2007 Angelo Terracenere - 2007-2009 ... - 2009-2010 Lorenzo Catalano - 2011 Angelo Terracenere - 2011-2013 ... - 2013-2016 Gennaro Di Maio - 2016-2017 Luigi Panarelli - 2017-2018 Ciro Ginestra - 2018-2019 Leonardo Dibenedetto - 2019-2021 Alessandro Monticciolo - 2021-2022 Luigi Pezzella (1ª-14ª) Leo Dibenedetto (15ª-34ª) - 2022-2023 Ciro Ginestra (1ª-24ª) Antonio Rogazzo (25ª-34ª) - 2023-2024 Domenico Giacomarro - 2024-2025 Daniele Di Donato - 2025- Devis Mangia | Presidenti - 2003-2011 ... - 2011-2015 Luigi Lorusso - 2015-2017 Tina Dilena - 2017-2022 Michele Calia - 2022-2025 Filippo Direnzo - 2025- Franco Ninivaggi |

## Palmarès

### Competizioni interregionali
- Serie D: 1

2023-2024 (girone H)

## Statistiche e record

### Campionati nazionali
| Livello | Categoria | Partecipazioni | Debutto   | Ultima stagione | Totale |
| ------- | --------- | -------------- | --------- | --------------- | ------ |
| 3º      | Serie C   | 2              | 2024-2025 | 2025-2026       | 2      |
| 4º      | Serie D   | 7              | 2017-2018 | 2023-2024       | 7      |

### Partecipazione alle coppe
| Competizione         | Partecipazioni | Debutto   | Ultima stagione | Totale |
| -------------------- | -------------- | --------- | --------------- | ------ |
| Coppa Italia Serie C | 1              | 2024-2025 | 2024-2025       | 1      |
| Coppa Italia Serie D | 7              | 2017-2018 | 2023-2024       | 7      |

## Tifoseria

### Storia
Soprattutto fra la fine degli anni duemiladieci e i duemilaventi, il Team ha raccolto il supporto e le attenzioni di gran parte degli appassionati di calcio altamurani, specie del gruppo ultras locale, fra cui gli Irriducibili, che prima seguiva direttamente la vecchia U.S. Altamura.

### Gemellaggi e rivalità
Proprio i succitati ultras, vantano un solido gemellaggio con i rispettivi del Potenza, nonché amicizie con le tifoserie organizzate di Casarano e Lucera. Contestualmente, vi sono rivalità con i supporters di Matera, Molfetta, Gravina (con cui si disputa uno storico derby murgiano, i due comuni sono confinanti), Fasano e Barletta.

## Organico

### Rosa 2024-2025
| N. |                   | Ruolo | Calciatore          |
| -- | ----------------- | ----- | ------------------- |
| 1  | Italia (bandiera) | P     | Francesco Di Biagio |
| 3  | Italia (bandiera) | D     | Andrea Poggesi      |
| 4  | Italia (bandiera) | C     | Nicola Dipinto      |
| 5  | Canada (bandiera) | D     | Kosovar Sadiki      |
| 6  | Italia (bandiera) | D     | Fabrizio Poli       |
| 7  | Italia (bandiera) | C     | Mattia Rolando      |
| 8  | Italia (bandiera) | C     | Lorenzo Andreoli    |
| 10 | Italia (bandiera) | C     | Lorenzo Peschetola  |
| 11 | Italia (bandiera) | A     | Salvatore Molinaro  |
| 12 | Italia (bandiera) | P     | Alberto Spina       |
| 14 | Italia (bandiera) | C     | Anas Kharmoud       |
| 16 | Italia (bandiera) | C     | Michele Grande      |
| 18 | Italia (bandiera) | D     | Enrico Silletti     |
| 19 | Italia (bandiera) | D     | Moussa Mané         |

| N. |                    | Ruolo | Calciatore        |
| -- | ------------------ | ----- | ----------------- |
| 23 | Italia (bandiera)  | C     | Marco Crimi       |
| 24 | Italia (bandiera)  | D     | Pasqualino Ortisi |
| 26 | Italia (bandiera)  | A     | Vito Leonetti     |
| 32 | Italia (bandiera)  | A     | Antonio Sabbatani |
| 40 | Italia (bandiera)  | P     | Matteo Pellegrini |
| 50 | Italia (bandiera)  | D     | Giuseppe Mattera  |
| 60 | Italia (bandiera)  | D     | Marco Orfano      |
| 78 | Francia (bandiera) | C     | Jonathan Bumbu    |
| 80 | Italia (bandiera)  | D     | Renato Cascella   |
| 90 | Italia (bandiera)  | A     | Giuseppe Simone   |
| 98 | Italia (bandiera)  | D     | Francesco Rizzo   |
| 99 | Italia (bandiera)  | C     | Noah Mayr         |
|    | Senegal (bandiera) | D     | Ibrahima Mbaye    |

### Staff tecnico
- Andrea Grammatica - Direttore sportivo
- Daniele Di Donato - Allenatore
- Andrea Esposito - Vice Allenatore
- Davide Calabrese - Collaboratore tecnico
- Nicola Albarella - Preparatore atletico
- Giovanni Iurino - Preparatore portieri